# Servian, Hérault
Servian este o comună în departamentul Hérault din sudul Franței. În 2009 avea o populație de 4.190 de locuitori.

## Evoluția populației
| An        | 1975  | 1982  | 1990  | 1999  | 2006  | 2009  |
| --------- | ----- | ----- | ----- | ----- | ----- | ----- |
| Populație | 2.832 | 2.752 | 3.056 | 3.355 | 3.962 | 4.190 |